# Plan de l'Aiguille
Le Plan de l'Aiguille est un replat situé vers entre 2 200 et 2 300 mètres d'altitude, sur l'ubac des aiguilles de Chamonix, au-dessus de Chamonix. Il s'y trouve le refuge du Plan de l'Aiguille, la gare du Plan-de-l'Aiguille — station intermédiaire du téléphérique de l'Aiguille du Midi — ainsi que le lac Bleu.
Le plateau constitue un but de randonnée depuis le fond de la vallée de Chamonix ou depuis le Montenvers (sentier dit « Grand Balcon Nord »), un site de vol libre ainsi que le point de départ d'un itinéraire de ski de randonnée vers le mont Blanc via le glacier des Bossons et le dôme du Goûter au sud-ouest.

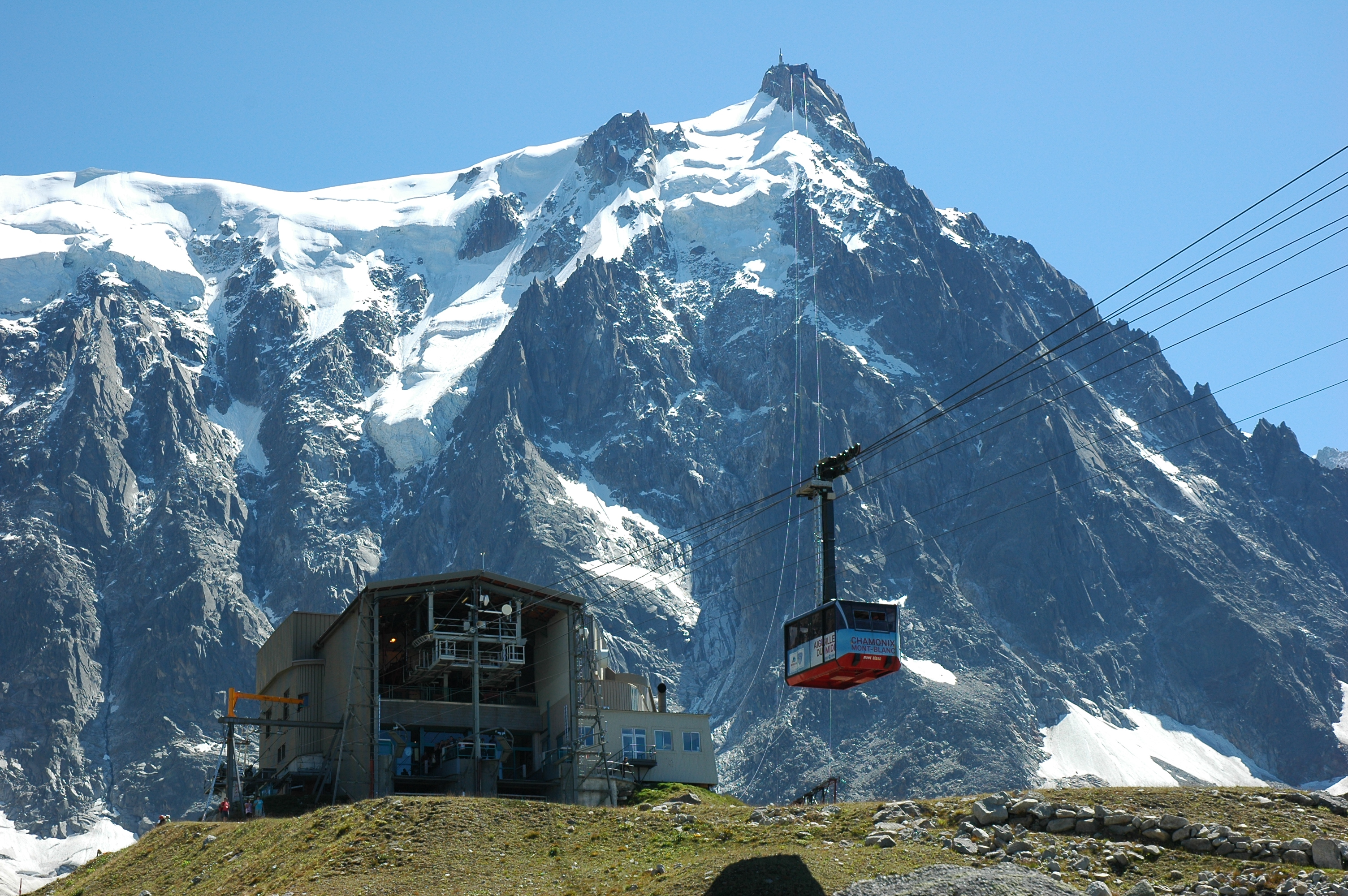
Vue de la gare du Plan-de-l'Aiguille et d'une cabine sur le premier tronçon du téléphérique de l'Aiguille du Midi, dominés par l'aiguille du Midi accessible par le second tronçon du téléphérique dont les câbles brillent au soleil.

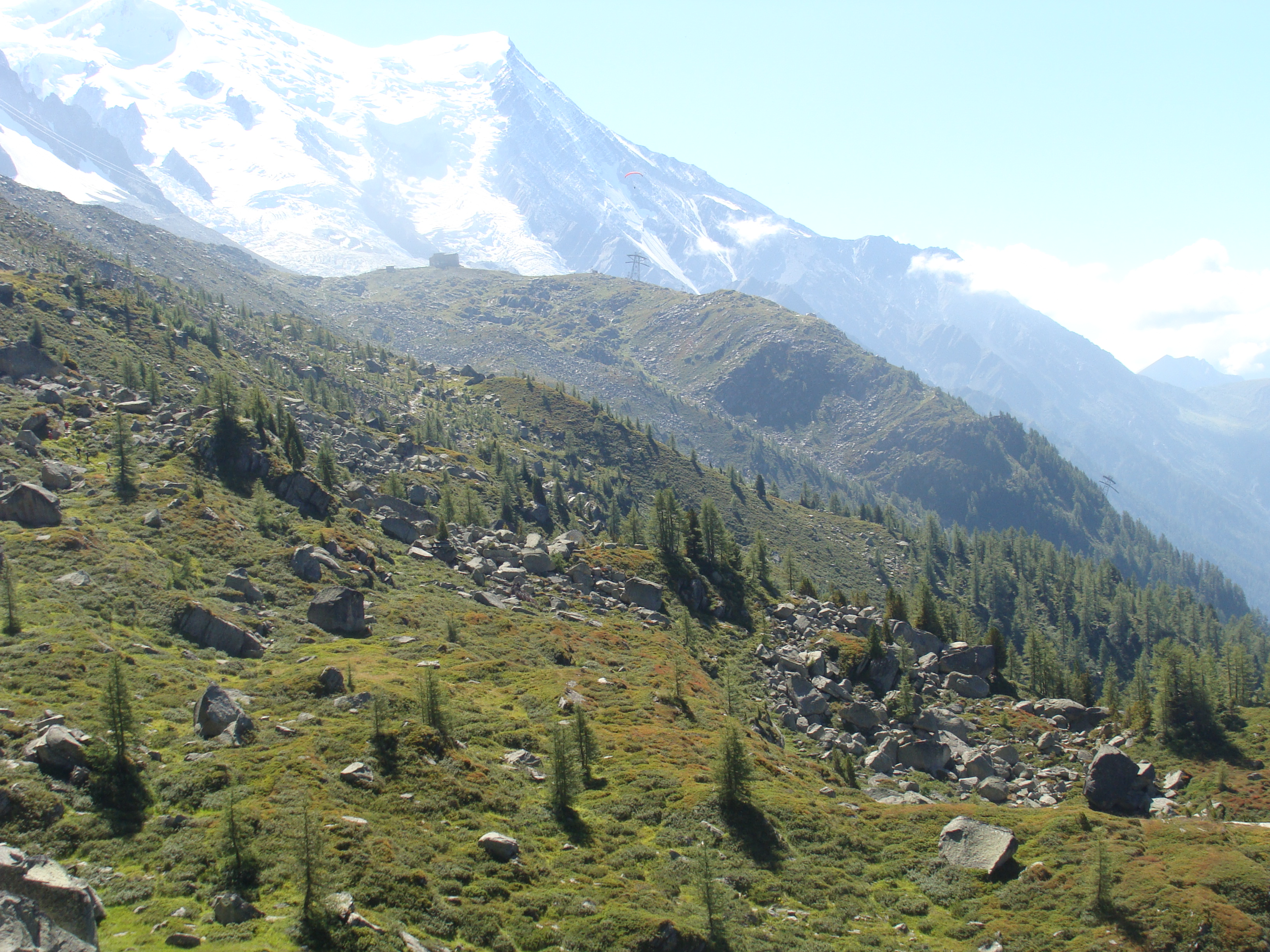
Le Plan de l'Aiguille vu depuis le Grand Balcon Nord menant au Montenvers au nord-est.

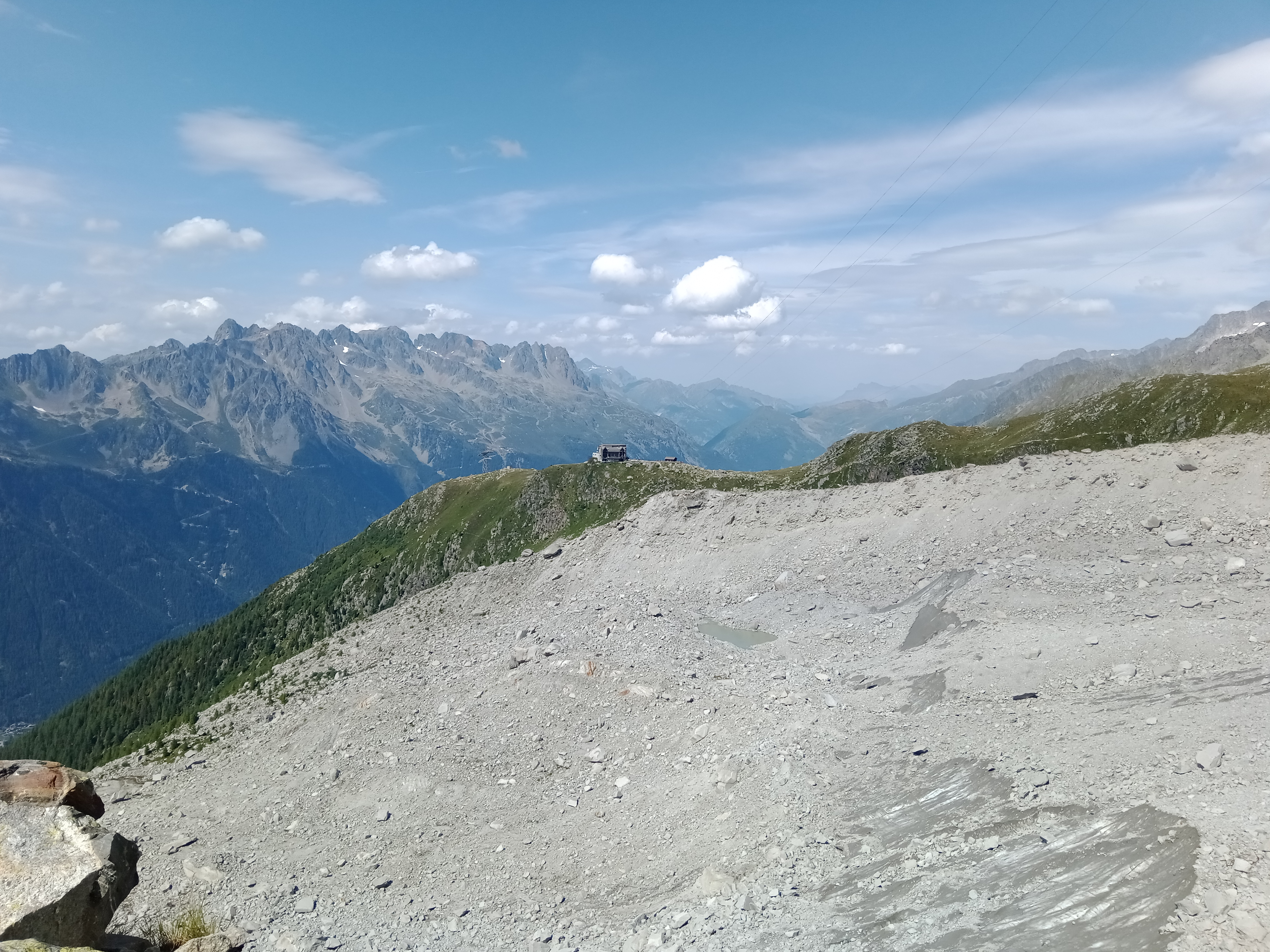
Le Plan de l'Aiguille vu depuis la moraine latérale en rive gauche du glacier des Pélerins au sud.